# Grafo roda
Em teoria dos grafos, um grafo roda é um grafo formado por um único vértice ligado a todos os vértices de um grafo ciclo. Um grafo roda com n vértices pode ser definido como o 1-esqueleto (topologia) de uma pirâmide de base n. Alguns autores usam Wn como notação para denotar um grafo roda de n vértices (n ≥ 4); outros autores usam Wn para denotar um grafo roda com n+1 vértices (n ≥ 3), cada um é formado por uma conexão entre um único vértice a todos outros vértices de um grafo cíclico de tamanho n.[carece de fontes?]